# 境外生權益小組
境外生權益小組（英語：Taiwan International Student Movement, ），於2016年成立之學生團體，以在台灣就學的境外學生作為組織對象，包括华僑生、外籍生、港澳學生、大陸生等非台灣本地學生。曾在2016年民進黨政府宣佈調漲全體境外生健康保險費用時公開抗議，表示境外生作為在台灣社會的生活者，其保費應符合「量能負擔」原則，與台灣學生按同等繳費標準納保。